# زاريا لينينسك كوزنيتسكي
نادي زاريا لينينسك كوزنيتسكي لكرة القدم (بالروسية: ФК «Заря» Ленинск‑Кузнецкий) نادي كرة قدم روسي يلعب في دوري الدرجة الرابعة . تم تأسيس النادي في سنة 1990 .